# Pla de Barcelona

Evolució de la línia de la costa al districte de Ciutat Vella.

El Pla de Barcelona és una plana situada a la comarca catalana del Barcelonès. Aquesta plana és oberta al mar Mediterrani i limitada per la Serra de Collserola i a migjorn per la falla que segueix a ran de mar des de Garraf fins a Montjuïc i que puja més enllà del Besòs fins al turó de Montgat.
Estrictament, però, el Pla de Barcelona és la conjunció de dos deltes, el del Llobregat i el del Besòs, que a causa de l'acumulació de detritus quaternaris i sorrals a la línia costanera han acabat formant un conjunt identificable per la uniformitat urbana del contínuum urbà metropolità només trencat, en primera línia de mar, per Montjuïc però ben comunicat per la rasa de Sants, particularment perceptible als voltants de la Plaça d'Espanya.
El pla baixa suaument i d'una manera regular des de Collserola, però entre la Ciutat Vella i l'Eixample es produeix una ruptura de la continuïtat que produeix un salt o esglaó d'uns vint metres, perceptible, per exemple, a les baixades de les Jonqueres, de la Via Laietana, al carrer de les Moles, etc.
Al pla s'hi poden distingir tres sectors: el pla inclinat, el pla de baix (entre l'esglaó i la mar) i els turons.
Des de l'època romana, la costa del pla ha anat guanyant terreny al mar, sobretot a causa dels arrossegaments del Besòs. Són aquests materials els que anaren reblint els estanys i les albuferes i els que convertiren els turons de les illetes, primer, en tómbols, i després, els deixaren en terra ferma. Aquests materials s'acumularen darrere l'escullera feta per a protegir el nou port i que arribaren a formar l'emplaçament de l'actual Barceloneta. Finalment, l'acció dels corrents de la mar, arrossegant els materials detrítics, terraplenant badies i albuferes, ha ajudat a conferir a la costa del Pla de Barcelona el seu aspecte rectilini, sense entrants ni accidents notables.
A la prehistòria el pla havia estat ocupat majoritàriament per un bosc mixt d'alzines i roures (igual que ara trobem alzinar amb roure cerrioide a bona part de Collserola) però es va desforestar en temps dels romans, a l'edat mitjana es va omplir de conreus i als segles xix i xx es va urbanitzar.